# ستيفانو ترافاليا
ستيفانو ترافاليا (مواليد 18 ديسمبر 1991) هو لاعب تنس محترف إيطالي، أعلى تصنيف له في الفردي كان ال60 في فبراير 2021.

## روابط خارجية
- ستيفانو ترافاليا على موقع رابطة محترفي التنس (الإنجليزية)
- ستيفانو ترافاليا على موقع الاتحاد الدولي لكرة المضرب (الإنجليزية)
- ستيفانو ترافاليا على موقع كأس ديفيز (الإنجليزية)
- ستيفانو ترافاليا على موقع خلاصة التنس.كوم (الإنجليزية)
- ستيفانو ترافاليا على موقع إي إس بي إن.كوم (الإنجليزية)